# Eubulidész (szobrász)
Eubulidész (I. e. 3. század) görög szobrász
Athénben élt és alkotott. Pauszaniasz Periégétész tudósítása szerint egy Pallasz Athéné, Zeusz, Apollo, Mnémoszüné és a kilenc múzsa szobraiból álló csoportot készített és állított fel Athénben. Neve több ott talált feliraton is fennmaradt.